# 에밀리아로마냐 그랑프리
에밀리아로마냐 그랑프리(이탈리아어: Gran Premio dell'Emilia-Romagna)는 이탈리아에서 열리고 있는 포뮬러 원 대회이다. 현재 에밀리아로마냐주 이몰라에 위치한 엔초 에 디노 페라리 국제 자동차 경주장에서 열리고 있다.

## 역사
2020년 들어 코로나19 범유행으로 인해 당초 예정됐던 경주 일정이 차질을 빚었고, 다수의 경주가 취소되었다. 에밀리아로마냐 그랑프리는 다른 취소된 경주로 인한 손실을 만회하기 위해 신규 혹은 복귀한 여러 그랑프리 중 하나로 일회성 그랑프리 대회로 일정에 포함되었다. 기존의 그랑프리는 금, 토에 걸쳐 세번의 자유 주행과 토요일 예선을 거쳐 일요일에 결선 경주를 하지만 이 사흘간의 일정 대신 금요일 일정을 삭제하며 F1 그랑프리 처음으로 이틀 일정으로 진행되었다. 메르세데스의 발테리 보타스는 폴 포지션으로 결선에 올랐으며, 팀 동료인 루이스 해밀턴은 경주에서 우승했다.
2020년에 일회성 그랑프리로 열렸던 에밀리아로마냐 그랑프리는 코로나19 범유행의 장기 유행으로 연기된 중국 그랑프리를 대신해 2021 시즌 일정에 포함되었다.

## 우승 기록

### 연도별 우승 기록
모든 에밀리아로마냐 그랑프리는 엔초 에 디노 페라리 국제 자동차 경주장에서 열렸다.
| 연도  | 드라이버                    | 컨스트럭터                  | 상세내용 |
| ----- | --------------------------- | --------------------------- | -------- |
| 2020  | 루이스 해밀턴               | 메르세데스                  | 기록     |
| 2021  | 막스 페르스타펀             | 레드불 레이싱-혼다          | 기록     |
| 2022  | 막스 페르스타펀             | 레드불 레이싱-RBPT          | 기록     |
| 2023  | 대홍수로 인한 그랑프리 취소 | 대홍수로 인한 그랑프리 취소 | 기록     |
| 출처: |                             |                             |          |
| 2024  | 막스 페르스타펀             | 레드불 레이싱-혼다 RBPT     | 기록     |

### 연속 우승 (드라이버)
굵은 글씨로 표시된 선수는 현재 시즌에 참가하고 있는 선수이다.

| 횟수  | 이름            | 연도             |
| ----- | --------------- | ---------------- |
| 3     | 막스 페르스타펀 | 2021, 2022, 2024 |
| 출처: |                 |                  |

### 연속 우승 (컨스트럭터)
굵은 글씨로 표시된 티은 현재 시즌에 참가하고 있는 팀이다.

| 횟수  | 컨스트럭터    | 연도             |
| ----- | ------------- | ---------------- |
| 3     | 레드불 레이싱 | 2021, 2022, 2024 |
| 출처: |               |                  |